# Metamorphoze
Metamorphoze è il ventitreesimo singolo del cantante rock giapponese Gackt, pubblicato il 25 maggio 2005.
Entrambi i brani contenuti nel CD sono stati usati come sigle per l'anime Z Gundam: A New Translation, remake del più famoso Z Gundam.

## Tracce
1. Metamorphoze
2. Kimi ga matteiru kara (Versione differente da quella dell'album Crescent)
3. Metamorphoze (versione strumentale)
4. Kimi ga matteiru kara (versione strumentale)